# زهرة القصر
زهرة القصر مسلسل تركي من إنتاج 2013.

## قصة المسلسل
زهرة طفلة في الرابعة عشرة من عمرها متفوقة في مدرستها، يجبرها والدها على الزواج من شاب من عائلة غنية فتبدأ في العيش مع عائلتها الجديدة في القصر الكبير وتعاني من الألم العاطفي حيث يعاملها الجميع بقسوة، لذلك تقرر ترك كل شيء وراءها في محاولة للبعد عن هذه الحياة التي لم تخترها لنفسها، ولكن فُرضت عليها فرضًا. ومن ثم تلتقي بأمها وهي التي كانت معلمتها بالسابق علمت بأن زهرة إبنتها فحاولتا الهرب وحملت زهرة من زوجها علي بعدها هربت هي وإبنها وأمها وكما ان امها احبت عزة لكن القدر فرقهما فتزوجت من عدنان اغا الذي اهانها بشدة هي وزهرة وفي كل مرة كانتا تهربان وعدنان يرجعهما من جديد. لكن ملك تهربها للمرة الاخيرة ومع الاسف الظروف تسوء فتقتل ملك وايضا عزة فتهرب زهرة مع ابنها إلى إسطنبول وتهرب ملك من المشتشفى للبحت عنه، لكن علي وعدنان يلحقان بها فيتوه الكل باحثاً عن الأخر إلى أن تجد ملك زوجها السابق أب زهرة وتدور الاحداث في الموسم الرابع والاخير.

## طاقم التمثيل
- - سيمسيك: زهرة: (الأداء الصوتي في النسخة الجزائرية: نورهان كرجاش)
- اورهان سيمسيك: عزت.
  - حمد: (الأداء الصوتي في النسخة الجزائرية: عادل بوساعة)
- أتماكا ديفريم: فاطمة.
  - فطمة: (الأداء الصوتي في النسخة الجزائرية: خليدة بوراس)
- قوزدي: ملك في الجزء الأول.
  - ملك: (الأداء الصوتي في النسخة الجزائرية: أمال مزوي)
- بنجي اوزتورك: ملك في الجزء الثاني.
- افوك شين: عدنان.
  - عدلان: (الأداء الصوتي في النسخة الجزائرية: محمد هيثم)
- اسماء: الجدة لورين.
  - يمينة: (الأداء الصوتي في النسخة الجزائرية: فريدة كريم)
- مليديا: زمرد.
  - مليكة: (الأداء الصوتي في النسخة الجزائرية: أمينة نوري)
- جوكهان شاهين: علي.
  - علي: (الأداء الصوتي في النسخة الجزائرية: عبد العزيز بوطة)
- علي كاكالغوز: غانم اغا.
  - السي حليم: (الأداء الصوتي في النسخة الجزائرية: حمزة لازلاي)
- هلين: رفيف.
  - عفاف: (الأداء الصوتي في النسخة الجزائرية: نورهان زغيد)
- باريس تشكماك: عزت في الجزء الثاني.

## روابط خارجية
- زهرة القصر على موقع IMDb (الإنجليزية)
- زهرة القصر على موقع كينوبويسك (الروسية)
- زهرة القصر على موقع قاعدة بيانات الفيلم (الإنجليزية)